# Kwiat Jabłoni
Kwiat Jabłoni (fleur de pommier en polonais) est un groupe de folk pop polonaise formé à Varsovie en Pologne en mars 2018. 
Le duo est composé des frère et sœur Kasia Sienkiewicz (voix, piano et claviers) et Jacek Sienkiewicz (voix et mandoline).
Leur premier EP, intitulé Dziś późne pójdę spać sort le 20 avril 2018, est un succès de ventes en Pologne et le clip de la chanson éponyme accumule plus de cinq millions de vues.

## Discographie

### Albums et EP
- 2018 : Dziś późno pójdę spać
- 2019 : Niemożliwe, Agora
- 2021 : Mogło być nic
- 2022 : Wolne serca

### Singles
- 2018 : Dziś późno pójdę spać
- 2018 : Za siódmą chmurą
- 2018 : Dobre Granie
- 2018 : Dzień dobry
- 2018 : Niemożliwe[3],[4]
- 2019 : Nic więcej